# Holotrichia pilosa
Holotrichia pilosa är en skalbaggsart som beskrevs av Brenske 1896. Holotrichia pilosa ingår i släktet Holotrichia och familjen Melolonthidae. Inga underarter finns listade i Catalogue of Life.